# ولزتون
ولزتون (به انگلیسی: Wolston) یک روستا و محله مدنی در بریتانیا است که در Rugby واقع شده‌است. ولزتون ۲٬۵۶۴ نفر جمعیت دارد.